# Хішепратеп II
Хішепратеп (Хішеп-Ратеп) II (*поч. XXIII ст. до н. е.) — шарру (цар) Авану (Еламу). Не слід плутати з Хішепратепом I, що панував в XXIV ст. до н.е.

## Життєпис
Походив з Аванської династії. Син царя Лухішшана. після загибелі батька близько 2300 рок удо н. е. продовжив боротьбу з Аккадом. На той час з основними силами цар Рімуш залишив еламські землі. Разом з цим поразка Лухішшана призвела до фактично розпаду державу, оскільки колишні залежні правителі стали самостійними. Тому Хішепратеп II вимушений був укласти рівноправну угоду з Абалгамашем, шакканаку Парахшума.
Поступово вдалося змусити аккадців залишити Елам. У відповідь Рімуш виступив з новим походом. Спочатку від задав рішучої поразки Абалгамашу, якого вважав більш могутнім. Зрештою атакував армію Хішепратепа II, який у битві на річці Кабніт (між Сузами та Аваном) зазнав тяжкої поразки. Його землі було сплюндровано аккадським військом.
Аккадці цього разу також не змогли закріпитися в Еламі, оскільки Рімуш вимушений був вести війну в Шумері. Також почалися напади племен гутіїв на Міжріччя. Десь між 270 і 258 роками до н. е. цар Еламу зазнав поразки від Хелу, вождя гутіїв, внаслідок чого загинув. Хелу захопив Аван, заснувавши власну династію.